# فابریزیو بیاوا
فابریزیو بیاوا (انگلیسی: Fabrizio Biava؛ زادهٔ ۲۵ اوت ۱۹۸۳) بازیکن فوتبال اهل ایتالیا است.
از باشگاه‌هایی که در آن بازی کرده‌است می‌توان به باشگاه فوتبال اینتر میلان، باشگاه فوتبال اسپتزیا، باشگاه فوتبال ارورا پرو پاتریا ۱۹۱۹، باشگاه فوتبال یو. اس. پرگولیتزه، و باشگاه فوتبال ترنانا اشاره کرد.